# Gare de La Possonnière
La gare de La Possonnière est une gare ferroviaire française de la ligne de Tours à Saint-Nazaire, située sur le territoire de la commune de La Possonnière, dans le département de Maine-et-Loire, en région Pays de la Loire.
C'est aujourd'hui une halte ferroviaire de la Société nationale des chemins de fer français (SNCF) desservie par des trains express régionaux TER Pays de la Loire.

## Situation ferroviaire

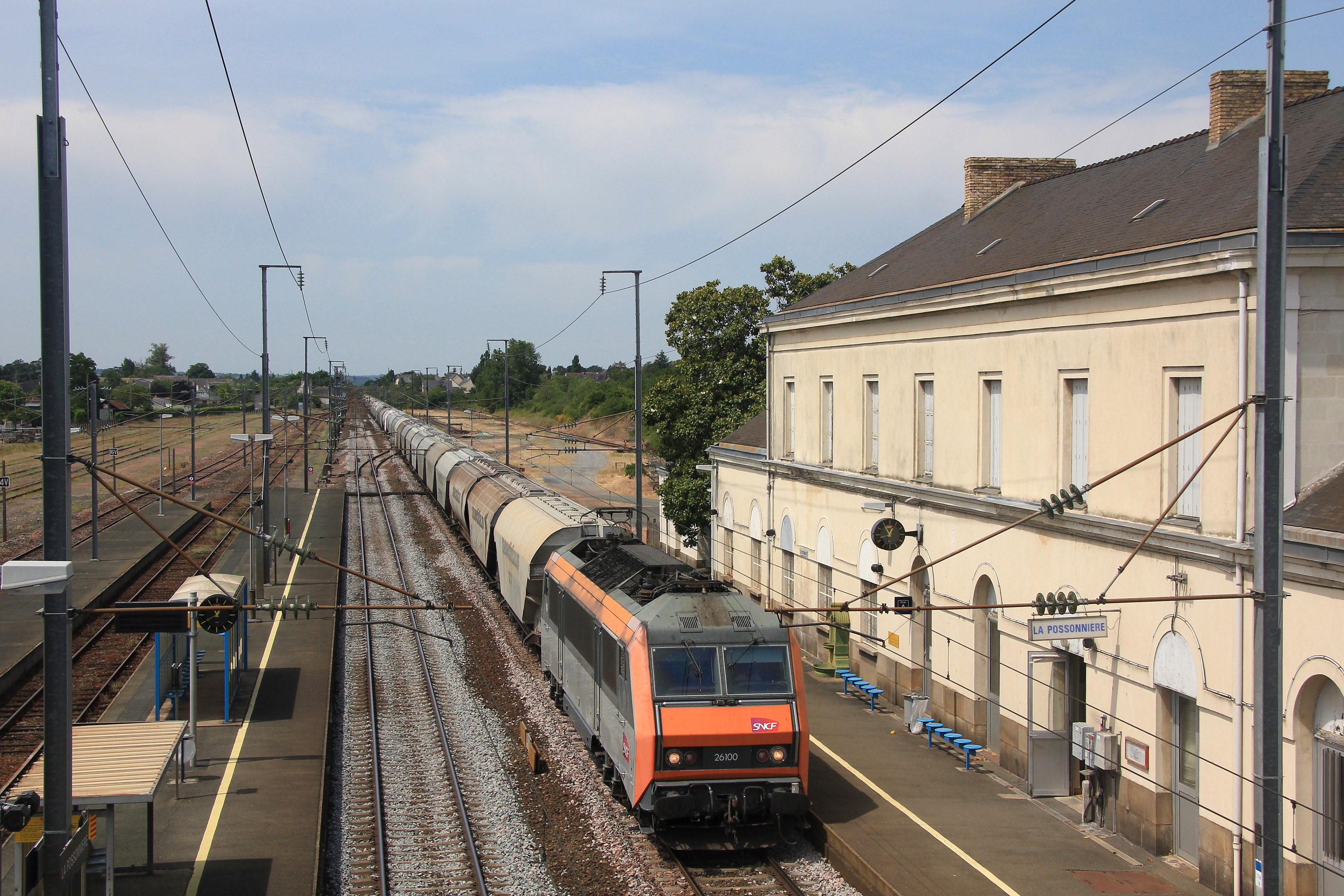
Un train de trémies à Céréales tiré par la BB 26100 se dirige vers Tours.

Établie à 26 mètres d'altitude, la gare de La Possonnière est située au point kilométrique (PK) 358,445 de la ligne de Tours à Saint-Nazaire, entre les gares ouvertes de Savennières - Béhuard et de Champtocé-sur-Loire. Elle est séparée de Champtocé-sur-Loire par la gare aujourd'hui fermée de Saint-Georges-sur-Loire. 
Gare de bifurcation, elle est aussi la gare origine (PK 0,000) de la ligne de La Possonnière à Niort qui est ouverte jusqu'à la gare de Cholet, permettant des relations entre cette dernière et Angers. La première gare dans cette direction est la gare de Chalonnes-sur-Loire.

## Service des voyageurs

### Accueil
Gare SNCF, elle dispose d'un bâtiment voyageurs ouvert tous les jours, avec un automate dans le hall pour la vente des titres de transport TER, et d'abris de quai. L'agent SNCF présent n'est cependant pas en mesure de vendre des titres de transport, le guichet aménagé dans le hall de la gare ne permet que de renseigner le voyageur.

### Desserte
La Possonnière est desservie par des trains TER Pays de la Loire circulant entre Angers-Saint-Laud et Nantes et desservant au moins systématiquement toutes les gares entre La Possonnière et Ancenis. Elle est également desservie par tous les TER circulant entre Angers-Saint-Laud et Cholet.

### Intermodalité
Un parc à vélos et un parking pour les véhicules sont aménagés.